# Secamone bonii
Secamone bonii là một loài thực vật có hoa trong họ La bố ma. Loài này được Costantin miêu tả khoa học đầu tiên năm 1912.